# Analamanga
Analamanga (deutsch Blauer Wald) ist eine von 22 Regionen (Faritra) Madagaskars im Zentrum der Insel. 2014 lebten ca. 3,4 Millionen Einwohner in der Region. Sie ist die dicht besiedelste Region Madagaskars. Die 22 Regionen Madagaskars wurden im Juni 2004 gegründet. Am 4. April 2007 ließ Marc Ravalomanana ein Referendum über eine Änderung der Verfassung abhalten, das eine neue Verwaltungsgliederung ohne Provinzen ab Oktober 2009 festlegte. Somit wurden die Regionen erste administrative Verwaltungseinheit.

## Geografie
Analamanga liegt im zentralen Hochland Madagaskars und hat eine Fläche von 17.448 km² wovon etwa 93 % savannenartig sind. 5,3 % der Fläche werden von Wäldern bedeckt; ungefähr 2 % von Gewässern. Die Region bildet zum größten Teil den nördlichen Teil der ehemaligen Provinz Antananarivo und grenzt im Norden an Betsiboka, im Osten an Alaotra-Mangoro, im Süden an Vakinankaratra sowie im Westen an Bongolava und Itasy. Das Naturreservat Ambohitantely liegt im Südwesten von Analamanga. Der Lac Andranofotsy liegt im Zentrum.

### Klima
Die Jahresdurchschnittstemperatur beträgt 19 °C, die maximale Durchschnittstemperatur 24,8 °C und die minimale Durchschnittstemperatur 14,2 °C. Der durchschnittliche jährliche Niederschlag beträgt ungefähr 1100 mm. Der maximale Niederschlagswert beträgt 1456 mm im Distrikt Manjakandriana.

## Wirtschaft und Infrastruktur
Der Hauptproduktionszweig in Analamanga ist die Landwirtschaft. Jedoch besteht Boden in der Region aus Ferralsol, einem nährstoffarmen Boden, der die landwirtschaftliche Nutzung vor Herausforderungen stellt.
Um Madagaskars Hauptstadt Antananarivo, sowie das Umland mit Strom zu versorgen, wurde im südlichen Zipfel von Analamanga das Wasserkraftwerk Antelomita gebaut. Zur besseren Regulierung des Zuflusses wurden zudem die Staudämme Mantasoa und Tsiazompaniry errichtet. Dadurch wurden zwei künstliche Seen geschaffen. 

### Verkehr
Die Nationalstraße 2 verläuft in östlicher Richtung nach Toamasina. Die Nationalstraße 3 verläuft von Antananarivo an der östlichen Grenze nach Norden Richtung Anjozorobe. Die Nationalstraße 4 verläuft in nördlicher Richtung durch die Region nach Mahajanga.  Der Internationale Flughafen von Antananarivo bedient den Luftverkehr.

## Verwaltungsgliederung
Die Region Analamanga ist in acht Distrikte (Fivondronana) aufgeteilt:
- Ambohidratrimo
- Andramasina
- Anjozorobe
- Ankazobe
- Antananarivo-Atsimondrano
- Antananarivo-Avaradrano
- Antananarivo-Renivohitra
- Manjakandriana